# Forest Heath
Forest Heath war ein District (englisch district) in der Grafschaft Suffolk in England. Verwaltungssitz war Mildenhall; weitere bedeutende Orte waren Brandon, Isleham, Lakenheath und Newmarket.
Der Bezirk wurde am 1. April 1974 gebildet und entstand aus der Fusion des Urban District Newmarket und des Rural District Mildenhall. Aufgrund einer im Mai 2018 erlassenen Verordnung wurde Forest Heath zum 1. April 2019 mit dem südöstlich angrenzenden St Edmundsbury zum neuen District West Suffolk zusammengeschlossen.